# Örvös bülbül
Az örvös bülbül (Neolestes torquatus) a madarak osztályának verébalakúak (Passeriformes) rendjébe és a bülbülfélék (Pycnonotidae) családja tartozó Neolestes nem egyetlen faja.

## Rendszerezése
A nemet és a fajt is Jean Cabanis német ornitológus írta le 1875-ben.

## Előfordulása
Angola, Gabon, a Kongói Köztársaság, a Kongói Demokratikus Köztársaság, Ruanda és Zambia területén honos. 
Természetes élőhelyei a szubtrópusi vagy trópusi füves puszták, szavannák és cserjések valamint szántóföldek. Állandó, nem vonuló faj.

## Megjelenése
Testhossza 16 centiméter.

## Életmódja
Főleg rovarokkal táplálkozik, de néha gyümölcsöket is fogyaszt.

## Természetvédelmi helyzete
Az elterjedési területe rendkívül nagy, egyedszáma pedig stabil. A Természetvédelmi Világszövetség Vörös listáján nem fenyegetett fajként szerepel.